# ジョアンナ (ペンシルベニア州)

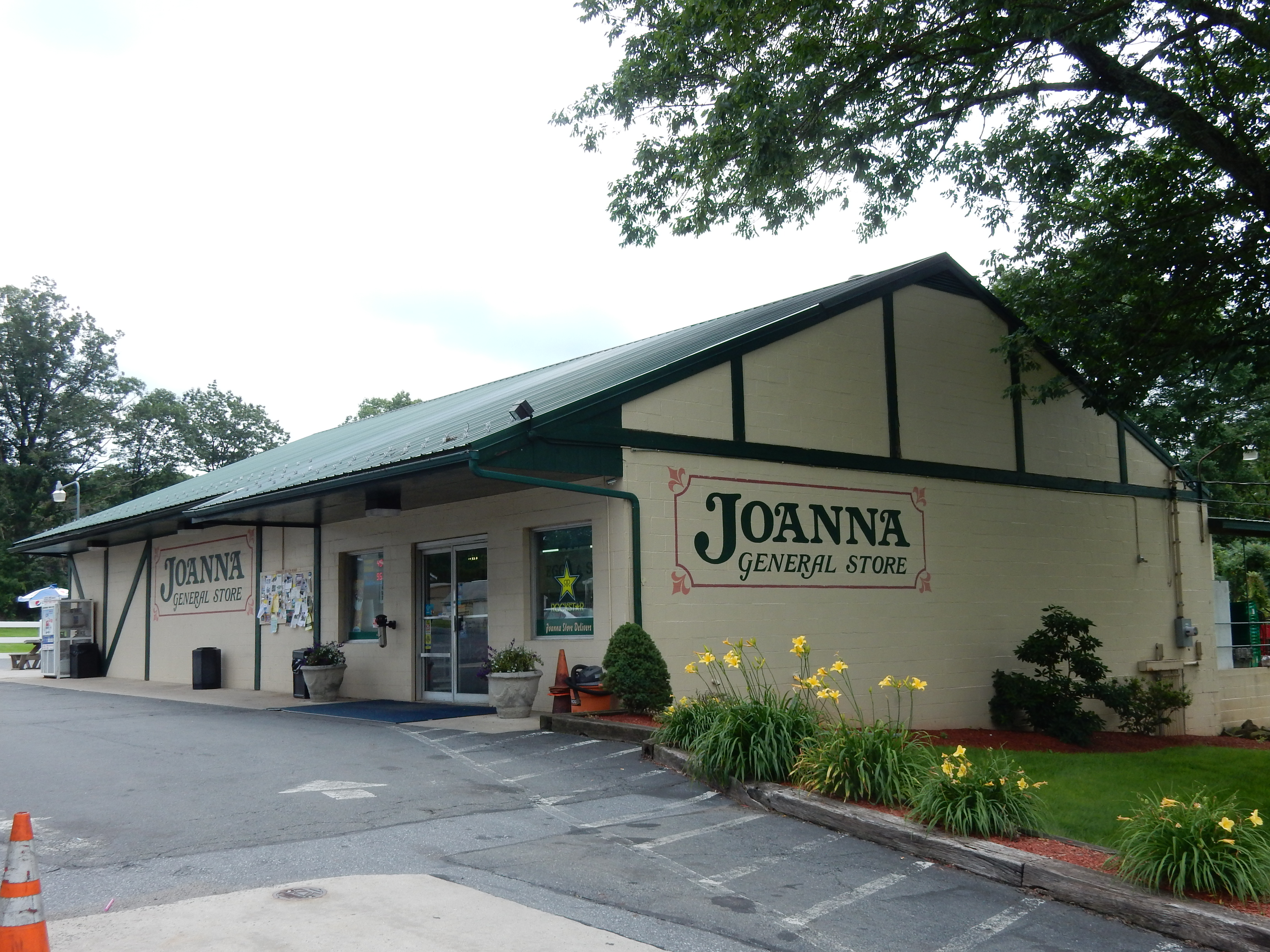
エルバーソン・ロード (Elverson Rd.) のジョアンナ・ゼネラル・ストア (Joanna General Store)。

ジョアンナ (Joanna) は、アメリカ合衆国ペンシルベニア州バークス郡南部の農村地域の中に位置する非法人地域。ジョアンナは、ローブソン郡区の南部、ボロであるニューモーガンの近傍にあり、カーナーボン郡区や、ペンシルベニア・ターンパイクにも近い。ジョアンナは、ツイン・バレー学校区 (Twin Valley School District) の管轄となっており、高等学校が集落の近くにある。

## 歴史
この集落は、近傍にあったジョアンナ高炉 (Joanna blast furnace) から名付けられた。1792年に、この溶鉱炉を開設した共同事業者のひとりサミュエル・ポッツ (Samuel Potts) は、妻の名をとって、これをジョアンナ高炉と名付けた。
このかつての溶鉱炉の跡は、ジョアンナ溶鉱炉史跡 (Joanna Furnace Historic Site) として保存されている。
1830年にはジョアンナ・ファーネス (Joanna Furnace) という局名で郵便局が開設され、1890年にはジョアンナと改称されたが、1964年に至り郵便局は廃止された。